# Premi Robert 2001
La 18ª edizione dei Premi Robert si è svolta a Copenaghen il 4 febbraio 2001.

## Vincitori e candidati
I vincitori sono indicati in grassetto, a seguire gli altri candidati.
Miglior film
- La panchina (Bænken), regia di Per Fly
- Mirakel, regia di Natasha Arthy
- Max, regia di Trine Piil Christensen
- Slip hestene løs, regia di Erik Clausen
- Aiuto! Sono un pesce (Hjælp, jeg er en fisk), regia di Stefan Fjeldmark, Michael Hegner e Greg Manwaring
- Cirkeline 2: Ost og kærlighed, regia di Jannik Hastrup
- Blinkende lygter, regia di Anders Thomas Jensen
- Juliane, regia di Hans Kristensen
- Pyrus - Folletto ribelle (Pyrus på pletten), regia di Martin Miehe-Renard
- På fremmed mark, regia di Aage Rais-Nordentoft
- Her i nærheden, regia di Kaspar Rostrup
- Dykkerne, regia di Åke Sandgren
- Italiano per principianti (Italiensk for begyndere), regia di Lone Scherfig
- Dancer in the Dark, regia di Lars von Trier
- Anna, regia di Erik Wedersøe
- Fruen på Hamre, regia di Katrine Wiedemann

Miglior regista
- Per Fly - La panchina - The Bench (Bænken)
- Natasha Arthy - Mirakel
- Stefan Fjeldmark, Michael Hegner e Greg Manwaring - Aiuto! Sono un pesce (Hjælp, jeg er en fisk)
- Lone Scherfig - Italiano per principianti (Italiensk for begyndere)
- Lars von Trier - Dancer in the Dark

Miglior attore protagonista
- Jesper Christensen - La panchina - The Bench (Bænken)
- Anders W. Berthelsen - Italiano per principianti (Italiensk for begyndere)
- Bjarne Henriksen - Fruen på Hamre
- Thure Lindhardt - Her i nærheden
- Søren Pilmark - Blinkende lygter

Miglior attrice protagonista
- Björk - Dancer in the Dark
- Marianne Frost - Slip hestene løs
- Bodil Jørgensen - Fruen på Hamre
- Ghita Nørby - Her i nærheden
- Anette Støvelbæk - Italiano per principianti (Italiensk for begyndere)

Miglior attore non protagonista
- Peter Gantzler - Italiano per principianti (Italiensk for begyndere)
- Otto Brandenburg - Dykkerne
- Lars Kaalund - Italiano per principianti (Italiensk for begyndere)
- Nikolaj Lie Kaas - Blinkende lygter
- Nicolaj Kopernikus - La panchina - The Bench (Bænken)
- Lene Tiemroth - Italiano per principianti (Italiensk for begyndere)

Miglior attrice non protagonista
- Ann Eleonora Jørgensen - Italiano per principianti (Italiensk for begyndere)
- Sarah Boberg - La panchina - The Bench (Bænken)
- Siobhan Fallon - Dancer in the Dark
- Lene Tiemroth - Italiano per principianti (Italiensk for begyndere)

Miglior sceneggiatura
- Lone Scherfig - Italiano per principianti (Italiensk for begyndere)
- Kim Fupz Aakeson - Mirakel
- Stefan Fjeldmark e Karsten Kiilerich - Aiuto! Sono un pesce (Hjælp, jeg er en fisk)
- Anders Thomas Jensen - Blinkende lygter
- Kim Leona e Per Fly - La panchina - The Bench (Bænken)

Miglior fotografia
- Eric Kress - Blinkende lygter
- Jørgen Johansson - Italiano per principianti (Italiensk for begyndere)
- Dan Laustsen - Dykkerne
- Robby Müller - Dancer in the Dark
- Morten Søborg - Fruen på Hamre

Miglior montaggio
- François Gédigier e Molly Marlene Stensgaard - Dancer in the Dark
- Morten Giese - La panchina - The Bench (Bænken)
- Kasper Leick - Dykkerne
- Gerd Tjur - Italiano per principianti (Italiensk for begyndere)
- Anders Villadsen - Blinkende lygter

Miglior scenografia
- Karl Júlíusson - Dancer in the Dark
- Søren Breum - Blinkende lygter
- Søren Gam - Her i nærheden
- Søren Gam - La panchina - The Bench (Bænken)
- Niels Sejer - Dykkerne

Migliori costumi
- Louize Nissen - La panchina - The Bench (Bænken)
- Lotte Dandanell - Her i nærheden
- Pia Myrdal - Fruen på Hamre
- Helle Nielsen - Mirakel
- Manon Rasmussen - Dancer in the Dark

Miglior musica
- Björk e Mark Bell - Dancer in the Dark
- Kaare Bjerkø e Frithjof Toksvig - Mirakel
- Bent Fabricius-Bjerre e Jeppe Kaas - Blinkende lygter
- Halfdan E - La panchina - The Bench (Bænken)
- Søren Hyldgaard - Aiuto! Sono un pesce (Hjælp, jeg er en fisk)

Miglior sonoro
- Per Streit - Dancer in the Dark
- Nino Jacobsen e Michael Dela - Dykkerne
- Hans Møller - Mirakel
- Mick Raaschou e Henrik Garnov - Anna
- Stig Sparre-Ulrich e Friedrich M. Dosch - Aiuto! Sono un pesce (Hjælp, jeg er en fisk)

Miglior trucco
- Charlotte Laustsen - La panchina - The Bench (Bænken)
- Sanne Gravfort e Morten Jacobsen - Dancer in the Dark
- Lise-Lotte Kobberø - Blinkende lygter
- Anne Cathrine Sauerberg - Dykkerne

Migliori effetti speciali
- Thomas Borch Nielsen - Dykkerne
- Jesper Colding e Nicolai Tuma - Aiuto! Sono un pesce (Hjælp, jeg er en fisk)
- Michael Holm - Pyrus - Folletto ribelle (Pyrus på pletten)
- Jonas Wagner - Mirakel

Miglior film statunitense
- American Beauty, regia di Sam Mendes
- Magnolia, regia di Paul Thomas Anderson
- Essere John Malkovich (Being John Malkovich), regia di Spike Jonze
- Insider - Dietro la verità (The Insider), regia di Michael Mann
- Boys Don't Cry, regia di Kimberly Peirce

Miglior film straniero non statunitense
- La tigre e il dragone (Wo hu cang long), regia di Ang Lee
- Beautiful People, regia di Jasmin Dizdar
- Galline in fuga (Chicken Run), regia di Peter Lord e Nick Park
- La ragazza sul ponte (La fille sur le pont), regia di Patrice Leconte
- Together - Insieme (Tillsammans) , regia di Lukas Moodysson

Miglior cortometraggio di finzione
- 2. juledag, regia di Carsten Myllerup

Miglior cortometraggio documentario
- Den højeste straf, regia di Tómas Gislason

Premio del pubblico
- Blinkende lygter, regia di Anders Thomas Jensen

Premio Robert onorario
- Rolf Konow